# Myoxocephalus incitus
Myoxocephalus incitus är en fiskart som beskrevs av Watanabe, 1958. Myoxocephalus incitus ingår i släktet Myoxocephalus och familjen simpor. Inga underarter finns listade i Catalogue of Life.